# Rudolf Block
Franz Rudolf Block (* 19. September 1865 in Alsfeld; † 2. Juni 1953 in Darmstadt) war ein deutscher Pädagoge und Gründer des Vereinsverband akademisch gebildeter Lehrer Deutschlands, der seit 1921 den Namen Deutscher Philologenverband führt.

## Leben
Rudolf Block wurde als Sohn des Gießener Forstmeisters Wilhelm Block (1826–1902) und dessen Ehefrau Charlotte Frey (1831–1883) geboren und wuchs mit seinem älteren Bruder Ludwig (1860–1930, Oberförster) auf. Nach dem Abitur am Realgymnasium Darmstadt absolvierte er an den Universitäten in Leipzig, München und Gießen ein Studium in den Fächern Mathematik, Physik und Mineralogie. Nach dem Referendariat am Realgymnasium in Darmstadt folgte die Tätigkeit als Lehramtsassessor am Realgymnasium Gießen und an der Realschule Gießen, bevor er dort am 18. Juli 1894 zum Lehrer und später zum Oberlehrer bestellt wurde.
1897 wurde er in den Vorstand des Landesvereins akademisch gebildeter Lehrer im Großherzogtum Hessen gewählt und am 23. September 1901 dessen erster Vorsitzender.
Am 1. Juli 1903 zum Professor ernannt, wurde er am 6. Oktober 1903 im Ratskeller zu Halle zum Vorsitzenden des auf seine Initiative hin gegründeten Vereinsverband akademisch gebildeter Lehrer Deutschlands gewählt.
Von 1921 an trägt diese Organisation den Namen Deutscher Philologenverband.
Bevor er am 2. Oktober 1907 zum Vortragenden Rat (Oberschulrat) in die Schulabteilung des Innenministeriums Hessen wechselte, leitete Block vom 1. Oktober 1904 an die Realschule im Wimpfen.
Am 19. April 1919 wurde er mit der Ernennung zum Ministerialrat Vorsitzender der Abteilung für Schulangelegenheiten im Landesamt für das Bildungswesen.
Mit Jahresbeginn 1931 trat er in den Ruhestand, arbeitete auf Wunsch des Kultusministers bis zum 30. April 1931 weiter, um laufende Aufgaben zum Abschluss zu bringen.

## Ehrungen und Auszeichnungen
- 25. November 1908 Verdienstorden Philipps des Großmütigen, Ritter I. Klasse
- 1908 Ehrenmitglied des Hessischen Philologenvereins
- 25. November 1910 Geheimer Oberschulrat
- 1923 Ehrenmitglied des Vereinsverbandes akademisch gebildeter Lehrer Deutschlands

## Öffentliche Ämter
- 1916–1918 Mitglied der Reichsschulkommission
- 26. August 1927 Gründungsmitglied und erster gewählter Vorsitzender des Weltverbandes deutscher Auslandslehrer in Darmstadt
- Ausschuss für das Heim der Nationen in Mainz
- 1921 Ordentliches Mitglied des Gutachterausschusses für die deutschen Auslandsschulen im Auswärtigen Amt
- Mitglied des Gesamtvorstands der Jubiläumsstiftung für Erziehung und Unterricht
- Vorsitzender des Vereinsverbandes deutscher Auslandslehrer (zuvor Weltverband deutscher Auslandslehrer)
- Vorsitzender des Landesverbandes Hessen des Vereins für das Deutschtum im Ausland
- Vorsitzender der Altendorf-Stiftung des Landesverbandes Hessen des Reichsbundes der höheren Beamten

## Schriften
- Schulfragen der Gegenwart. Einheitsschule u. Anderes,  Verlag Quelle & Meyer in Leipzig, 1916
- Gedanken zur Auslese der Begabten in Schule und Leben, in: Das Bildungswesen, Heft 3, Verlag von Alfred Töpelmann in Gießen 1920